# Santa Cruz del Comercio
Santa Cruz del Comercio település Spanyolországban, Granada tartományban. Santa Cruz del Comercio Alhama de Granada községgel határos. Lakosainak száma 515 fő (2024).

## Népesség
A település népessége az elmúlt években az alábbi módon változott:
| Lakosok száma | 535  | 514  | 546  | 596  | 594  | 552  | 544  | 528  | 543  | 515  |
|               | 2001 | 2004 | 2006 | 2009 | 2011 | 2014 | 2016 | 2019 | 2021 | 2024 |